# لوندياني
لوندياني هي بلدة كينية في محافظة الوادي المتصدع. واعتبارًا من عام 1999، بلغ عدد سكان المناطق الحضرية فيها 000 4 نسمة، بينما يبلغ مجموع سكانها 538 37 نسمة.

## النقل
تقع بلدة لوندياني في دائرة كيبكليون الشرقية بين ناكورو وكيريشو، ويحتاج السكان لحوالي ساعة واحدة للتنقل بالسيارة من بلدة ناكورو.

## إحصائيات
- الارتفاع عن سطح البحر: 2325 متر